# Charles de Ganahl Koch
Charles de Ganahl Koch (Wichita, 1º novembre 1935) è un imprenditore statunitense, figlio del fondatore delle Koch Industries, una delle più grandi aziende private del mondo. Charles Koch ne è azionista (insieme alla vedova del fratello David H. Koch, scomparso nel 2019), nonché presidente del consiglio di amministrazione e amministratore delegato.
Secondo Forbes, al 17 novembre 2022, con un patrimonio stimato di 59,6 miliardi di dollari, risulta essere uno degli uomini più ricchi al mondo.

## Biografia
Koch è nato a Wichita, Kansas, uno dei quattro figli di Clementine Mary Robinson e Fred Chase Koch. Il nonno di Koch, Harry Koch, era un immigrato olandese che si stabilì nel Texas occidentale, fondò il giornale Quanah Tribune-Chief e fu azionista fondatore di Quanah, Acme e Pacific Railway. Tra i suoi bis-bisnonni materni c'erano William Ingraham Kip, un vescovo episcopale, William Burnet Kinney, un politico, ed Elizabeth Clementine Stedman, una scrittrice.
In un'intervista con Warren Cassell Jr., registrata nel febbraio 2016, Koch ha dichiarato che da bambino non ha vissuto uno stile di vita privilegiato nonostante sia cresciuto in una famiglia benestante. Koch disse: "Mio padre voleva che lavorassi come se fossi la persona più povera del mondo." Dopo aver frequentato diverse scuole superiori private, Koch ha studiato al Massachusetts Institute of Technology.  Nel 1957 ha conseguito una laurea in ingegneria generale, un Master of Science (M.S.) in ingegneria nucleare nel 1958 e un secondo M.S. in Ingegneria Chimica nel 1960. La sua attenzione era rivolta ai modi per perfezionare il petrolio.
Dopo il college, Koch iniziò a lavorare alla Arthur D. Little.
È un convinto paladino del libertarianismo e sostiene il Libertarian Party in cui nel 1980, alle presidenziali, il fratello si candidò anche come vice presidente. La rivista Forbes collocava Koch al sesto posto della lista degli uomini più ricchi del mondo del 2013.
È autore di alcuni libri, tra cui Good Profit, del 2015.

## Vita privata
Koch è sposato con sua moglie Liz dal 1972 ed ha due figli, Chase Koch ed Elizabeth Koch. Charles e i suoi tre fratelli hanno tutti sofferto di cancro alla prostata. Koch raramente concede interviste ai media e preferisce mantenere un basso profilo. La rivista TIME ha incluso Charles e David Koch tra le persone più influenti del 2011. Secondo la rivista, l'elenco include "attivisti, riformatori e ricercatori, capi di Stato e capitani d'industria". L'articolo descrive l'impegno dei fratelli per i principi del libero mercato, la crescita e lo sviluppo della loro attività e il loro sostegno alle organizzazioni del Tea Party e ai candidati politici.
Nel 2022 il quotidiano Le Monde ha pubblicato un'inchiesta sulle lobby del tabacco e del petrolio, riprodotta in Italia dalla rivista Internazionale del 6 gennaio 2022, in cui definisce il miliardario Charles Koch “a capo di un progetto politico di destra così estremo che perfino William F. Buckley, un noto conservatore statunitense, l’ha definito “anarco-totalitarismo”.
Koch vive a Wichita, Kansas, e ha case a Indian Wells, in California, e ad Aspen, in Colorado.